# Saint-Just-en-Chevalet
Saint-Just-en-Chevalet este o comună în departamentul Loire din sud-estul Franței. În 2009 avea o populație de 1.187 de locuitori.

## Evoluția populației
| An        | 1975  | 1982  | 1990  | 1999  | 2006  | 2009  |
| --------- | ----- | ----- | ----- | ----- | ----- | ----- |
| Populație | 1.819 | 1.575 | 1.422 | 1.281 | 1.209 | 1.187 |